# Paul van der Laan
Paulus (Paul) Nicolaas van der Laan (Amsterdam, 25 januari 1951) is een Nederlandse onderwijsbestuurder en hoogleraar.

## Levensloop
Van der Laan groeide op in een rooms-katholiek gezin van elf kinderen. Hij woonde rond zijn twintigste twee jaar in Zuid-Afrika. Op zijn 22e kwam hij in aanraking met de pinksterbeweging. Hij studeerde van 1975 tot 1978 aan de Centrale Pinkster Bijbelschool. Vervolgens behaalde Van der Laan een Bachelor of Arts in de theologie aan het Continental Bible College in Brussel. Van 1982 tot 1988 was hij als voorganger verbonden aan een evangelische gemeente in Houten.
Bij het Broederschap van Pinkstergemeenten was Van der Laan van 1985 tot 1989 Algemeen Secretaris. Hij was in diezelfde periode als eindredacteur verbonden aan de bladen Gouden Schoven en Parakleet. Hij zegde in 2016 zijn lidmaatschap op van de Verenigde Pinkster- en Evangeliegemeenten, het kerkgenootschap waar het Broederschap in opging. De reden daarvoor was dat de VPE Daniël Renger naar voren schoof als nieuwe voorzitter. Renger, die uiteindelijk niet werd gekozen, stond het leiderschapsmodel van de vijfvoudige bediening voor, iets waar Van der Laan zich niet in kon vinden.
Met zijn oudere broer Cees, ook te Birmingham gepromoveerd (in 1982), publiceerde Van der Laan in 1982 het eerste overzichtswerk van de pinksterbeweging in Nederland en Vlaanderen: Pinksteren in Beweging. Bij het honderdjarig jubileum van de pinksterbeweging in Nederland in 2007 verscheen Toen de kracht Gods op mij viel van de hand van beide broers. In 1988 promoveerde Van der Laan aan de Universiteit van Birmingham op de studie The Question of Spiritual Unity. The Dutch Pentecostal Movement in Ecumenical Perspective.
Van der Laan was van 1989 tot 1993 directeur van de Centrale Pinksterbijbelschool. Onder zijn leiding werd de school erkend als HBO-instelling. Na zijn vertrek bij de CPB kwam hij in dienst van de Evangelische Omroep. In het eerste jaar was hij redacteur bij het programma Vrouw Zijn. Van 1993 tot 2000 was hij eindredacteur van de t.v. programma's: Omega, Otto op Zoek, V.I.P.'s en de 4e dimensie. Van 2000 tot 2011 was hij hoogleraar theologie en kerkgeschiedenis aan de Southeastern Universiteit in de Amerikaanse staat Florida.

## Belangrijkste publicaties
- [Samen met Cees van der Laan] Pinksteren in beweging: vijfenzeventig jaar pinkstergeschiedenis in Nederland en Vlaanderen (Kampen: Kok, 1982) ISBN 9789024222131.
- The Question of Spiritual Unity. The Dutch Pentecostal Movement in Ecumenical Perspective. (Universiteit van Birmingham, 1988)
- [Samen met Cees van der Laan] Toen de kracht Gods op mij viel / 100 jaar pinksterbeweging in Nederland 1907-2007 (Kampen: Kok, 2007) ISBN 9789043513890.
- Andere olie: biografie Guus Kessler III. (Hoenderloo: Novapres, 2016). ISBN 9789063186203.

## Persoonlijk
Van der Laan is getrouwd met Rina de Munck. Hij heeft twee kinderen.